# Nossen
Nossen é um município da Alemanha, situado no distrito de Meißen, no estado da Saxônia. Tem 122,61 km² de área, e sua população em 2019 foi estimada em 10.513 habitantes.